# ناكايماينتو
بلدية ناكايماينتو (بالإسبانية: Nacimiento)‏ هي بلدية تقع في مقاطعة المرية. جنوب شرق إسبانيا. يبلغ عدد سكانها 647 نسمة.

## وصلات خارجية
- (بالإسبانية)